# Marc Sautet
Marc Sautet (Champigny-sur-Marne, 25 febbraio 1947 – Parigi, 2 marzo 1998) è stato uno scrittore, filosofo, insegnante e traduttore francese. Laureato in filosofia e studioso di Nietzsche, Sautet ha insegnato al liceo e all'università. È stato Maître de conférences all'Institut d'études politiques de Paris. Nel 1992 ha fondato il primo Studio di filosofia di Francia. Presso Café des Phares, place de la Bastille (dove tra l'altro fondò il Caffè filosofico) è apparso anche ne L'emancipazione delle donne.

## Biografia

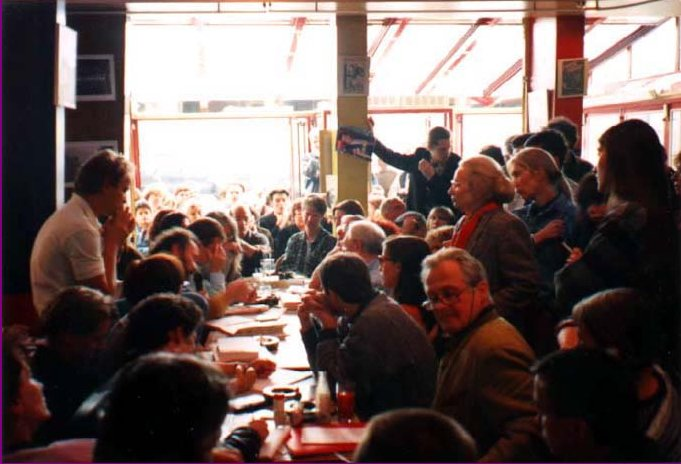
Marc Sautet al Cafè des Phares nel 1994.

Nel 1982 pubblica un saggio grazie alla Sycamore, Nietzsche et la Commune (Nietzsche e la Comune). In questo saggio Sautet sostiene il fatto che il filosofo e filologo tedesco è stato un osservatore dei suoi tempi, ha seguito con passione le manifestazioni internazionali, in particolare in Europa, e ha considerato il suo lavoro in un certo senso, a trattare e curare la civiltà europea della "decadenza".
Nel 1992, fonda il primo cafe-philo a Parigi presso il Café des Phares, place de la Bastille. Dopo tre anni egli racconta la sua esperienza della consulenza filosofica con il libro Un café per Socrate. In questo libro racconta l'esperienza dei cafe-philo, prima di giungere ad una via storica, filosofica della civiltà occidentale, poiché spiega che uno scenario vissuto e conosciuto da Socrate non si ripeta, che purtroppo porta ad una scomparsa della democrazia nell'occidente.
Dopo questo libro Sautet è stato invitato a continuare i cafe-philo addirittura in tutto il mondo non solo nella Francia.
Marc Sautet ha portato un riguardo critico e preoccupante nel mondo contemporaneo che ha trasmesso ai migliaia di partecipanti dei cafe-philo come un modo per affinare il loro pensiero tramite la consulenza filosofica, in uno spirito tollerante ed aperto.
Nel 1998 muore a causa di un grave tumore al cervello. Anche dopo la morte l'idea di consulenza filosofica si è diffusa in Francia e nell'Europa francofona e poi in tutta Europa e in tutto il mondo, ma ora esistono in America Latina, Stati Uniti d'America, Canada, Giappone.

## Opere
- Un café per Socrate 1995
- Filosofi per la questione 1996
- Socrate al caffè. 1998
- L'emancipazione delle donne 1999
- Nietzsche per principianti 1986.
- Nietzsche e il Comune 1981